# Cyrtodactylus saiyok
Espèce
Cyrtodactylus saiyok est une espèce de geckos de la famille des Gekkonidae.

## Répartition
Cette espèce est endémique de la province de Kanchanaburi au Thaïlande.

## Étymologie
Son nom d'espèce lui a été donné en référence au lieu de sa découverte, l'amphoe Sai Yok.

## Publication originale
- Panitvong, Sumontha, Tunprasert & Pauwels, 2014 : Cyrtodactylus saiyok sp. nov., a new dry evergreen forest-dwelling Bent-toed Gecko (Squamata: Gekkonidae) from Kanchanaburi Province, western Thailand. Zootaxa, no 3869 (1), p. 64–74.